# Sergio Maria Teutonico
Sergio Maria Teutonico (Milano, 30 ottobre 1971) è un cuoco, scrittore e personaggio televisivo italiano.

## Biografia
Sergio Maria Teutonico (Milano, 30 ottobre 1971) è uno chef, docente e divulgatore gastronomico italiano. Attivo nel settore della ristorazione da oltre trent’anni, ha maturato esperienze come executive chef, consulente e formatore, collaborando con aziende, scuole professionali e media.
Dopo aver iniziato la sua formazione presso l’Istituto Alberghiero "Amerigo Vespucci" di Milano, ha lavorato in diverse realtà della ristorazione, ricoprendo ruoli di responsabilità in Italia e all'estero. Nel corso della sua carriera ha approfondito la conoscenza della materia prima e delle tecniche di cucina, conseguendo la qualifica di sommelier FISAR e specializzandosi nell'analisi sensoriale e nell’abbinamento cibo-vino.
Parallelamente all’attività in cucina, ha sviluppato una carriera nell’ambito della formazione e divulgazione gastronomica. Ha insegnato presso istituti di formazione professionale ed è stato docente per diverse realtà del settore. Nel 2012 ha fondato a Torino, insieme alla chef Daniela Goffredo, La Palestra del Cibo, una scuola di cucina in cui svolge attività di insegnamento e consulenza.
È autore di numerosi libri di cucina e ha collaborato con testate specializzate nel settore enogastronomico. Ha inoltre partecipato a diversi programmi televisivi e radiofonici dedicati alla cucina, portando avanti un'attività di divulgazione incentrata sulle tecniche di preparazione, l’uso consapevole degli ingredienti e la valorizzazione delle tradizioni gastronomiche.
Negli anni ha svolto il ruolo di consulente per la ristorazione, occupandosi di progettazione di menù, formazione del personale e sviluppo di format gastronomici.

## Premi e riconoscimenti
Nel 2014 ha ottenuto l'"Oliva d'oro" dell'AIFO come miglior chef d'Italia per la valorizzazione dell'olio extravergine di oliva.

## Televisione
- Chef per un giorno,[2] La7 (2006-2010)
- Colto e mangiato, Alice (2013-2015)
- Alice Master Pizza, Alice (2013-2015)

## Radio
- Ladies and Capital, Radio Capital

## Opere
- Chef Academy - L'Espresso Repubblica 2009
- L'altro tartufo del Piemonte - Sagittario Editore 2010
- Il pollo il cuoco e la motocicletta - Anteprima Edizioni 2011
- Di necessità menu (Mangiare da re in tempo di crisi) - Anteprima Edizioni 2012
- Colto e mangiato - LT Multimedia 2013
- Kitchen Kids - Nuvole e Strisce 2016
- Cenere e silenzio - Tempesta Editore 2016
- Mi sono mangiato l'albero di Natale - Tempesta Editore 2017
- Come spiriti adolescenti (AA.VV.) - Radici Future Edizioni 2019